# Quatuor Wieniawski
Pour les articles homonymes, voir Wieniawski.
Le Quatuor Wieniawski (autres noms : Wieniawski Kwartet, Quartett Wieniawski) est un quatuor à cordes polonais créé en 1998. Ses membres en sont Jarosław Żołnierczyk et Mirosław Bocek (violon), Lech Bałaban (alto) et Maciej Mazurek (violoncelle). Il doit son nom au compositeur et violoniste polonais Henryk Wieniawski (1835-1880).

## Discographie
- Krzysztof Meyer: Musik für Streichinstrumente. Intersound, München / Da Music (Vertrieb), Diepholz 2006 (darin: Streichquartett Nr. 11, op. 95 und Streichquartett Nr. 12, op. 103)